# Orrszarvúbogár
Az orrszarvúbogár (Oryctes nasicornis) Európában, Észak-Afrikában és Észak-Ázsiában előforduló, jellegzetes megjelenésű bogár. Nevét a hímek feje tetején látható ívelt kinövésről kapta.

## Megjelenés
A hím és a nőstény orrszarvúbogarak között látványos eltérések mutatkoznak. Bár a két nem nagyjából azonos méretű (24-45 milliméter hosszú), a hímek előtorának jóval markánsabb a dudorodása, és ahol a hímeknek „szarvuk” van, a nőstények homlokán csak kisebb púp díszlik. A szarvnak egyébként nincs különösebb szerepe: mérete rendszerint egyenesen arányos viselőjének termetével, így szerepe lehet a hímek közti hierarchia békés eldöntésében.
Az orrszarvúbogarak alapszíne sötétbarna, bár a szárnyfedőkön találkozhatunk vörösesbarna árnyalattal.

## Életciklus
Az orrszarvúbogár szaproxilofág állat, ami azt jelenti, hogy lárva állapotban eredetileg fák – főleg tölgyek – korhadó törzsében és gyökereiben fejlődik. A meleg nyár eleji napokon megjelenő imágók legfőbb feladata a szaporodás. A nappal elrejtőző orrszarvú bogarak szürkület és sötétség idején kapnak szárnyra, de meglehetősen lassan és lomhán repülnek. Ekkor zajlik a párkeresés.
A győztes hím megtermékenyíti a nőstényt, majd hamarosan elpusztul. A nőstények nyár közepéig is elélhetnek. Petéiket leginkább korhadó fatörzsekbe, pusztuló rönkökbe rakják, de újabban inkább komposztba, fűrésztelepek korhadékába is.
A petékből kelnek ki a nagy, sárgásfehér, görbült testű lárvák, a pajorok. Az óriás-tőrösdarázs (Megascolia flavifrons) elsősorban az orrszarvúbogarak pajorjaiba rakja petéit, és lárvái gazdáikat fogyasztva nőnek fel.
A lárvák az őket körülvevő korhadékkal táplálkoznak, ám mivel ebben a közegben kevés a tápanyag, fejlődésük lassú: 2-4 éven keresztül rágják erős szájszervükkel a faanyagot, mire ősszel, úgy 10-12 centiméteres hosszt elérve a talajban üreget ásnak maguknak, és bebábozódnak. Még a tél folyamán átalakulnak kifejlett egyedekké. Ezek kültakarója ekkor még fehér és lágy, majd amikor megkeményedik és kiszíneződik, nyár elején az imágó kiássa magát a felszínre.

## Alfajai
Az orrszarvúbogár több, földrajzilag elkülönült alfajra oszlik. Törzsalakja (Oryctes nasicornis nasicornis) Nyugat-Európában fordul elő, a Kárpát-medencében, így Magyarországon is alfajai helyettesítik.
Oryctes nasicornis nasicornis (Linnaeus, 1758): törzsalak. Előfordulása: Belgium, Franciaország, Németország, Skandinávia.
Kárpát-medencei alfajok:
Oryctes nasicornis holdhausi (Minck, 1914): Előfordulása: Magyarország, Csehország, Szlovákia.
Oryctes nasicornis kuntzeni (Minck, 1914): Előfordulása: Bulgária, Románia.
Oryctes nasicornis polonicus (Minck, 1916): Előfordulása: Lengyelország, Ukrajna, Oroszország.
Egyéb európai alfajok:
Oryctes nasicornis grypus (Illiger, 1803): Előfordulása: Svájc, Olaszország, Szicília, Dél-Franciaország, Spanyolország, Portugália, Észak-Afrika.
Oryctes nasicornis latipennis (Motschulsky, 1845): Előfordulása: Kaukázus, Törökország.

## Védettség
Bár a Természetvédelmi Világszövetség veszélyeztetett fajokat összegyűjtő Vörös listáján nem szerepel, élőhelye folyamatos pusztítása miatt visszaszorulóban van élőhelye nagy részén. Magyarországon védett, természetvédelmi értékét 50 000 forintban szabták meg.

## Képek

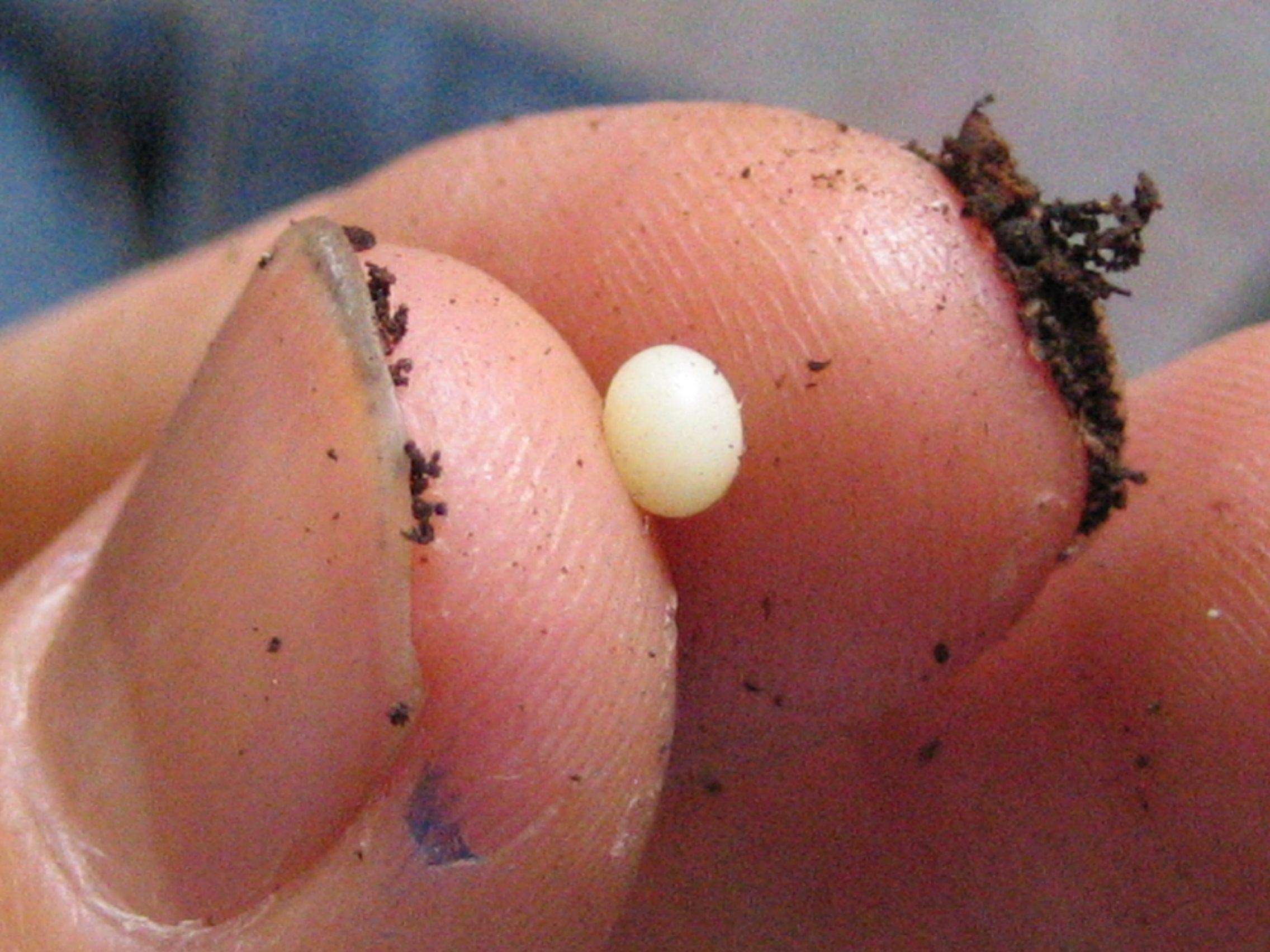
Pete
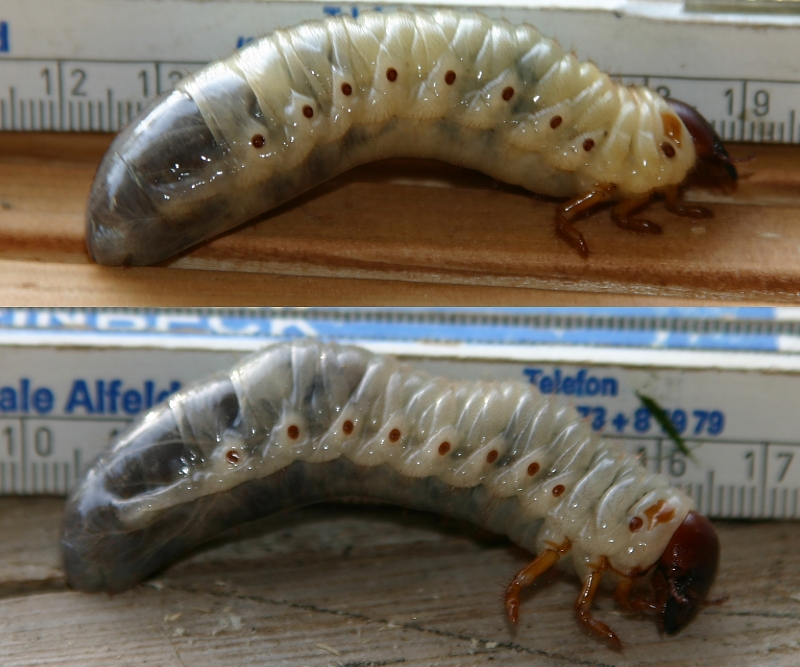
Pajorok
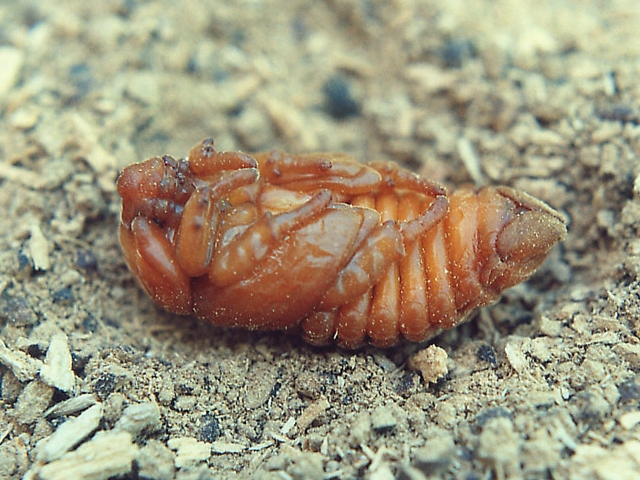
Báb
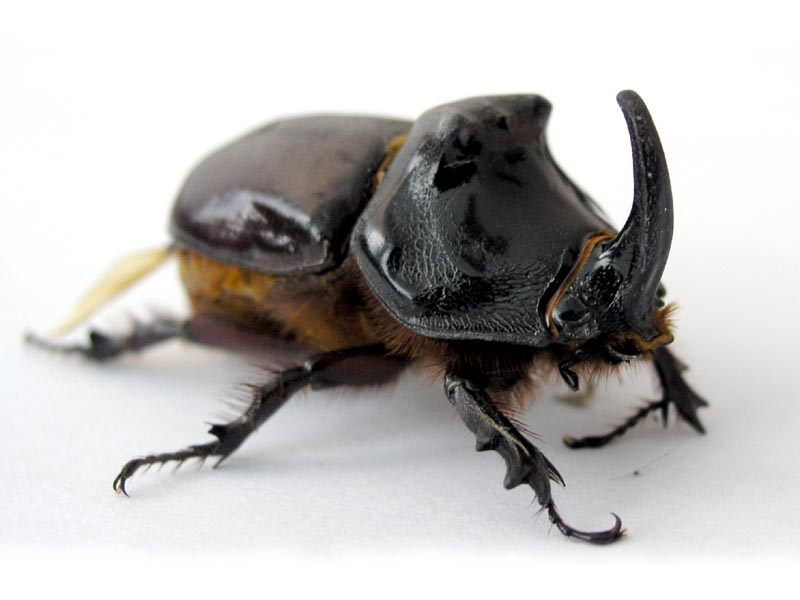
Imágó hím
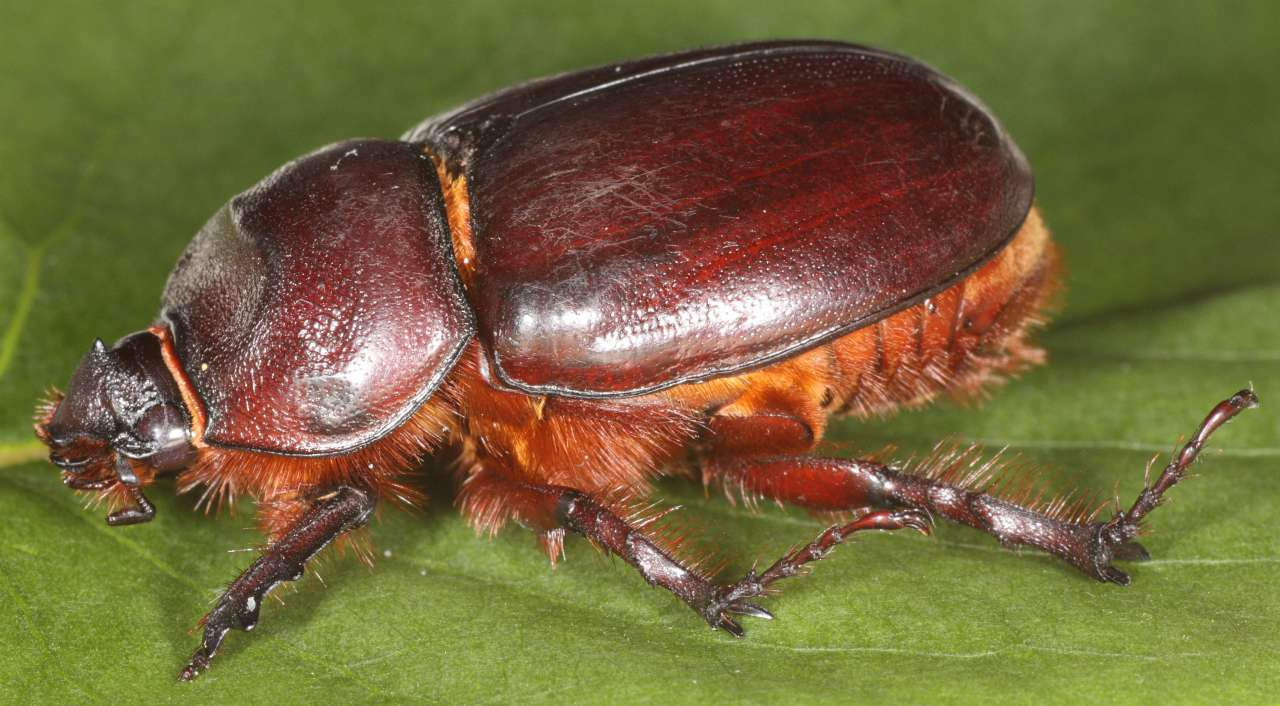
Imágó nőstény
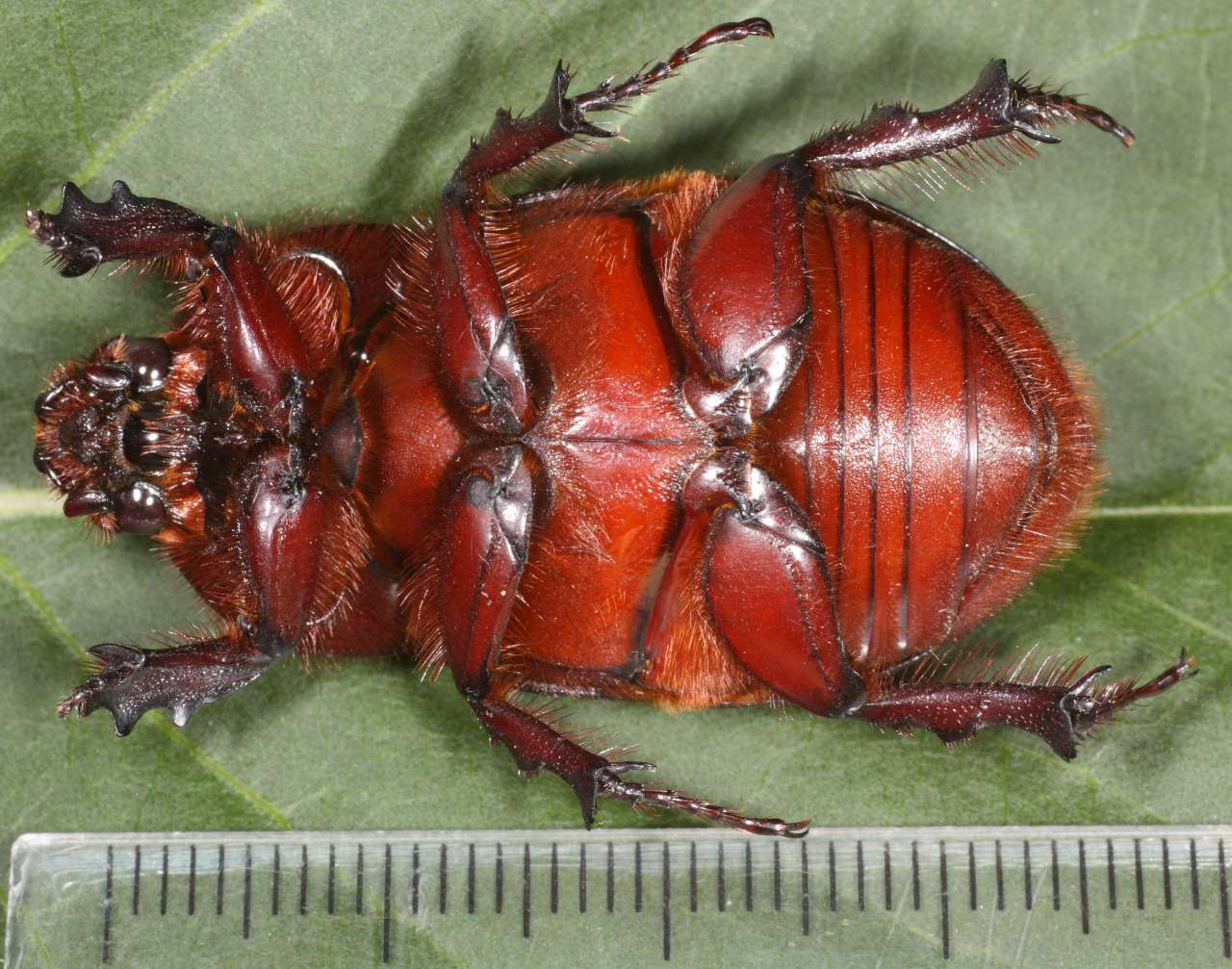